# Liste des cancérogènes du groupe 1 du CIRC
La liste des cancérogènes du groupe 1 du CIRC référence les agents classés comme cancérogènes certains, parfois appelés cancérogènes avérés, pour l’Homme par le Centre international de recherche sur le cancer (CIRC).
Le classement des cancérogènes par groupe du CIRC ne reflète pas le niveau de risque, mais le degré de certitude quant à l'effet cancérigène d'une substance. Cela ne reflète donc pas la probabilité de causer un cancer compte tenu du niveau d'exposition à cet agent cancérigène mais indique le degré de certitude de la capacité à provoquer un cancer d'un agent peu importe le niveau de risque encouru.

## Rappel de la classification par le CIRC
Le CIRC classe les agents, mélanges et expositions en 4 autres catégories :
- Catégorie 1: cancérogène certains pour l'homme.
- Catégorie 2A : cancérogène probable pour l'homme.
- Catégorie 2B : cancérogène possible pour l'homme.
- Catégorie 3 : inclassable quant à sa cancérogénicité pour l'homme.
- Catégorie 4 : probablement non cancérogène pour l'homme. Seul le caprolactame a déjà été classé dans cette catégorie, avant d'être reclassé dans la catégorie 3 en 2019[3].

## Agents

### Substances

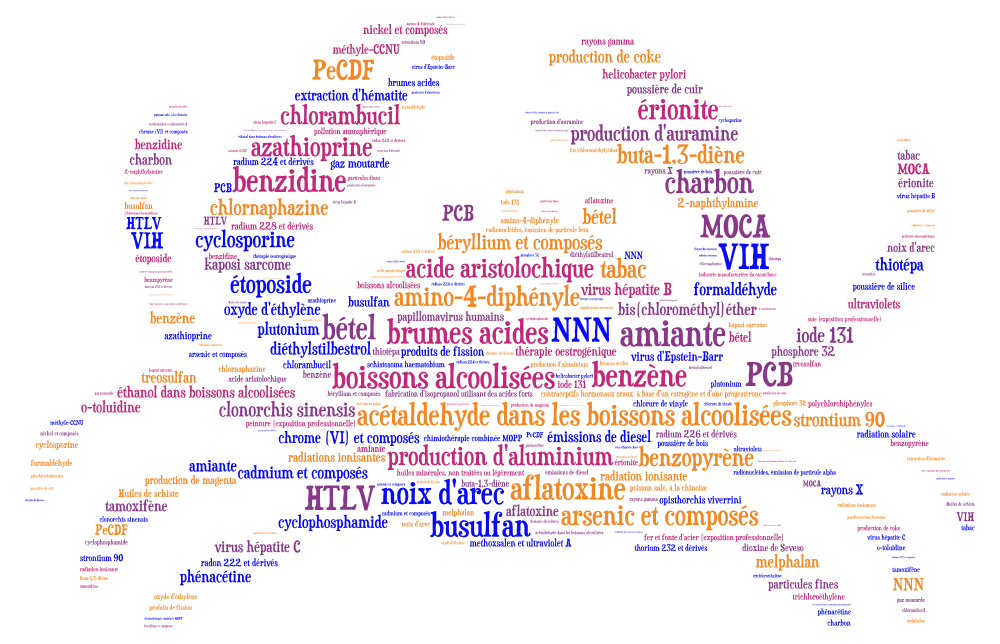
Nuage de mots-clés de causes du cancer.

Nouveaux agents classés depuis le 17 octobre 2013 dans le Groupe 1 du CIRC
1. La pollution de l'air extérieur a été classée comme cancérogène pour l'homme.
2. Les matières particulaires (PM), « une composante majeure de la pollution de l'air extérieur », ont été évaluées séparément et ont également été classées comme cancérogènes pour l’homme[4].

| Nom | CAS                   | EINECS              |
| --- | --------------------- | ------------------- |
| Amiante | 1332-21-4             |                     |
| Amino-4 biphényle (Amino-4-diphényle) | 92-67-1               | 202-177-1           |
| Arsenic et ses composés | 7440-38-2             | 231-148-6           |
| Arséniure de gallium | 1303-00-0             | 215-114-8           |
| Azathioprine | 446-86-6              | 207-175-4           |
| Benzène | 71-43-2               | 200-753-7           |
| Benzidine | 92-87-5               | 202-199-1           |
| Benzo[a]pyrène | 50-32-8               | 200-028-5           |
| Béryllium et ses composés | 7440-41-7             | 231-150-7           |
| N,N-Bis(chloro-2 éthyl)naphtylamine-2 (Chlornaphazine) | 494-03-1              | 207-785-0           |
| Bis(chlorométhyl)éther et chlorométhyl méthyléther (qualité technique)                                                                                                   | 542-88-1 107-30-2     | 208-832-8 203-480-1 |
| Buta-1,3-diène (Butadiène) | 106-99-0              | 203-450-8           |
| Butane-1,4-diol diméthanesulfonate (Busulphan ; Myleran) | 55-98-1               | 200-250-2           |
| Cadmium et ses composés | 7440-43-9             | 231-152-8           |
| Chlorambucil | 305-03-3              | 206-162-0           |
| (Chloro-2 éthyl)-1 (méthyl-4 cyclohexyl)-3 nitroso-urée (Méthyl CCNU ; Sémustine)                                                                                        | 13909-09-6            |                     |
| Chlorure de vinyle | 75-01-4               | 200-831-0           |
| Chrome hexavalent (CrVI) |                       |                     |
| Ciclosporine | 79217-60-0            |                     |
| Colorants métabolisés en benzidine |                       |                     |
| Composés du nickel[Lesquels ?] |                       |                     |
| Contraceptifs oraux œstroprogestatifs combinés |                       |                     |
| Contraceptifs oraux séquentiels |                       |                     |
| Cyclophosphamide | 50-18-0 6055-19-2     | 200-015-4           |
| Diéthylstilbestrol | 56-53-1               | 200-278-5           |
| Érionite | 66733-21-9            |                     |
| Éthanol dans les boissons alcoolisées | 64-17-5               | 200-578-6           |
| Étoposide en association au cisplatine et à la bléomycine | 33419-42-0            | 251-509-1           |
| Formaldéhyde | 50-00-0               | 200-001-8           |
| Gaz moutarde (moutarde soufrée) | 505-60-2              |                     |
| Helicobacter pylori (infection à) |                       |                     |
| Iode, isotopes radioactifs à vie courte, y compris l'iode 131, des accidents des réacteurs atomiques et des détonations d'armes nucléaires (exposition durant l'enfance) |                       |                     |
| Melphalan | 148-82-3              | 205-726-3           |
| Méthoxy-8 psoralène (méthoxsalène, xanthotoxine) avec irradiation aux ultraviolets A                                                                                     | 298-81-7              | 206-066-9           |
| 4,4'-Méthylènebis(2-chloroaniline) (MOCA) | 101-14-4              | 202-918-9           |
| MOPP (en) (traitement associé utilisant moutarde azotée, vincristine, procarbazine et prednisone) et autres chimiothérapies associées utilisant des agents alcoylants    |                       |                     |
| 2-Naphtylamine (Bêta-Naphtylamine) | 91-59-8               | 202-080-4           |
| Rayonnement neutronique |                       |                     |
| N-Nitrosonornicotine (en) (NNN) et 4-[Méthyl(nitroso)amino]-1-(3-pyridinyl)butan-1-one (en) (NNK)                                                                        | 16543-55-8 64091-91-4 |                     |
| Œstrogénothérapie de la femme ménopausée |                       |                     |
| Œstrogènes non stéroïdiens |                       |                     |
| Œstrogènes stéroïdiens |                       |                     |
| Opisthorchis viverrini (infestation à) |                       |                     |
| Oxyde d'éthylène | 75-21-8               | 200-849-9           |
| Phosphore 32, en tant que phosphate |                       |                     |
| Plantes médicinales contenant des espèces du genre Aristolochia |                       |                     |
| Plutonium 239 et ses produits de désintégration (peut contenir du plutonium 240 et d'autres isotopes), en aérosol                                                        |                       |                     |
| Radioéléments émettant des particules α par contamination interne |                       |                     |
| Radioéléments émettant des particules β par contamination interne |                       |                     |
| Radium 224 et ses produits de désintégration |                       |                     |
| Radium 226 et ses produits de désintégration |                       |                     |
| Radium 228 et ses produits de désintégration |                       |                     |
| Radon 222 et ses produits de désintégration | 10043-92-2            | 233-146-0           |
| Rayonnement solaire |                       |                     |
| Rayons X et rayons γ |                       |                     |
| Schistosoma haematobium (infestation à) |                       |                     |
| Silice cristalline (inhalée sous forme de quartz ou de cristobalite de source professionnelle)                                                                           | 14808-60-7            | 238-878-4           |
| Tamoxifène | 10540-29-1            | 234-118-0           |
| 2,3,7,8-Tétrachlorodibenzo-p-dioxine (TCDD ou dioxine de Seveso) | 1746-01-6             | 217-122-7           |
| Thérapie ménopausique œstroprogestative combinée |                       |                     |
| Thiotepa | 52-24-4               | 200-135-7           |
| Thorium 232 et ses produits de désintégration, administré par voie intraveineuse sous forme de dispersion colloïdale de dioxyde de thorium 232                           |                       |                     |
| Orthotoluidine | 95-53-4               | 202-429-0           |
| Tréosulfan | 299-75-2              | 206-081-0           |
| Trichloréthylène | 79-01-6               | 201-167-4           |
| Ultraviolet |                       |                     |
| Virus d'Epstein-Barr |                       |                     |
| Virus de l'hépatite B (VHB) (infection chronique par le) |                       |                     |
| Virus de l'hépatite C (VHC) (infection chronique par le) |                       |                     |
| Virus de l'immunodéficience humaine de type 1 (VIH 1) (infection par le)                                                                                                 |                       |                     |
| Virus du papillome humain (VPH) des types 16, 18, 31, 33, 35, 39, 45, 51, 52, 56, 58, 59 et 66                                                                           |                       |                     |
| Virus humain de la leucémie à cellules T, type I (HTLV-I) |                       |                     |

### Mélanges
| Nom                                                                                  | CAS        | EINECS    |
| ------------------------------------------------------------------------------------ | ---------- | --------- |
| Aflatoxines, mélanges naturels                                                       | 1402-68-2  |           |
| Boissons alcoolisées                                                                 |            |           |
| Brais de houille                                                                     | 65996-93-2 | 266-028-2 |
| Chique de bétel (Noix d'arec) avec tabac                                             |            |           |
| Chique de bétel sans tabac                                                           |            |           |
| Combustion domestique du charbon, émissions de source intérieure dues à la (Vol. 95) |            |           |
| Gaz d'échappement des moteurs diesel                                                 |            |           |
| Goudrons de houille                                                                  | 8007-45-2  | 232-361-7 |
| Huiles de schiste                                                                    | 68308-34-9 | 269-646-0 |
| Huiles minérales, peu ou non raffinées                                               |            |           |
| Noix d'arec                                                                          |            |           |
| Phénacétine, mélanges analgésiques contenant de la                                   |            |           |
| Poussière de bois                                                                    |            |           |
| Suies                                                                                |            |           |
| Tabac non fumé                                                                       |            |           |
| Viande transformée (après salaison, maturation, fermentation, etc.)                  |            |           |

### Expositions professionnelles et autres
Les « circonstances d’exposition », professionnelles ou autres, comportent les situations où existe un risque de contact avec un agent cancérogène pour l'homme.
Le classement d’un « agent » dans cette catégorie est préconisé lorsqu’il existe des preuves suffisantes de sa cancérogénicité pour l'homme.
Exceptionnellement, un agent (ou un mélange) peut être ajouté à cette liste lorsque les preuves de sa cancérogénicité pour l'homme sont insuffisantes, mais qu’il existe des preuves suffisantes de sa cancérogénicité expérimentale pour les animaux de laboratoire et des indications fortes selon lesquelles l'agent (ou le mélange) agit sur les personnes exposées par un mécanisme cancérogène.
De plus amples détails peuvent être trouvés dans les Monographies du CIRC.
| Nom                                                                                              | CAS       | EINECS    |
| ------------------------------------------------------------------------------------------------ | --------- | --------- |
| Alcool isopropylique (fabrication de l') (procédé à l'acide fort)                                | 67-63-0   | 200-661-7 |
| Aluminium (production d')                                                                        | 7429-90-5 | 231-072-3 |
| Arsenic dans l'eau de boisson                                                                    | 7440-38-2 | 231-148-6 |
| Auramine (production d')                                                                         |           |           |
| Brouillards d'acides minéraux forts contenant de l'acide sulfurique (exposition professionnelle) | 7664-93-9 | 231-639-5 |
| Caoutchouc (industrie du)                                                                        |           |           |
| Cabines de bronzage                                                                              |           |           |
| Charbon (gaséification)                                                                          |           |           |
| Chaussures (fabrication et réparation)                                                           |           |           |
| Coke (production de)                                                                             |           |           |
| Distillation de la houille                                                                       |           |           |
| Fonderie de fonte et d'acier                                                                     |           |           |
| Hématite (extraction souterraine avec exposition concomitante au radon)                          | 1309-37-1 | 215-168-2 |
| Magenta (production du)                                                                          |           |           |
| Meubles (fabrication) et ébénisterie                                                             |           |           |
| Peintres (exposition professionnelle)                                                            |           |           |
| Ramonage de cheminée                                                                             |           |           |
| Tabagisme actif                                                                                  |           |           |
| Tabagisme passif et fumée de tabac                                                               |           |           |